# 로만 리바야
로만 리바야(스웨덴어: Roman Livaja, 1974년 11월 1일~)는 스웨덴의 태권도 선수이다. 2000년 하계 올림픽에 참가했으며 유럽 태권도 선수권 대회에서 동메달 1개를 획득했다.